# Plovne značilnosti ladje
Plovne značilnosti ladje so značilnosti ladje, ki določajo njeno sposobnost za varno plovbo v vsakem stanju morja in v vseh vrstah vremena, ter tudi preživetje v primeru nesreče. Plovne značilnosti so predmet znanosti z imenom teorija ladij.
- stabilnost
- plavalnost
- gibljivost
- zibanje
- nepotopljivost
- upravljivost
  - obračljivost
  - smerna stabilnost
  - upravljivost pri vetru
  - upravljivost v plitvini
  - pozicioniranje v dani točki
  - gibanje pri delovanju premčnega gonila
  - aktivno zaviranje
- plovnost
  - vzdigljivost na valove
  - zalivalnost
  - obrizgljivost
  - zaščitenost pred vetrom